# Félix Clair Ridel
Félix-Clair Ridel (ur. 7 lub 10 lipca 1830 w Chantenay-sur-Loire, zm. 20 czerwca 1884 w Vannes) – francuski duchowny rzymskokatolicki, biskup, misjonarz, wikariusz apostolski Korei.

## Biografia

### Młodość i prezbiteriat
Félix Clair Ridel urodził się 7 lub 10 lipca 1830 w Chantenay-sur-Loire (obecnie będące częścią Nantes) we Francji. Studiował w Wyższym Seminarium Duchownym w Nantes i w Wyższym Seminarium Duchownym przy kościele św. Sulpicjusza w Paryżu. 19 grudnia 1857 otrzymał święcenia prezbiteriatu w Paryżu i został kapłanem diecezji Nantes. Pragnął wyjechać na misje, jednak chcąc być posłusznym swojemu biskupowi powrócił do swojej diecezji i został wikariuszem w La Renaudière. 29 lipca 1859 wstąpił do Towarzystwa Misji Zagranicznych w Paryżu i 25 lipca 1860 wyjechał na misje do Korei, gdzie  obowiązywały wtedy edykty zakazujące głoszenia Ewangelii pod karą śmierci. Przybył tam 31 marca 1861. Początkowo w jednej wsi uczył się języka, a następnie rozpoczął ewangelizację. Gdy w 1866 wybuchły prześladowania katolików, o. Ridel na polecenie przełożonego misji udał się do Chin, aby poinformować o wydarzeniach w Korei.

### Episkopat
27 kwietnia 1869 papież Pius IX mianował go wikariuszem apostolskim Korei i biskupem tytularnym Philippopolisu. 5 czerwca 1870 przyjął w kościele Najświętszego Imienia Jezus w Rzymie sakrę biskupią z rąk arcybiskupa Rouen, prymasa Normandii kard. Henriego-Marii-Gastona Boisnormanda de Bonnechose. Współkonsekratorami byli wikariusz apostolski Liaodongu i Mandżurii Emmanuel Jean François Verrolles MEP oraz wikariusz apostolski Japonii Bernard Petitjean MEP.
Wziął udział w soborze watykańskim I. Po otrzymaniu sakry wyjechał do Mandżurii i osiadł w pobliżu granicy z Koreą, którą kilkukrotnie bez powodzenia próbował przekroczyć. Udało mu się to dopiero we wrześniu 1877. W Korei zaczął odbudowywać katolicką wspólnotę po prześladowaniach i dłuższej nieobecności misjonarzy. 28 stycznia 1878 został aresztowany w Seulu. W więzieniu pozostawał do 5 czerwca, kiedy to w wyniku interwencji francuskiego posła w Pekinie oraz rządów Chin i Japonii został wydalony do Chin. Nigdy już nie dane było mu powrócić do swojego wikariatu apostolskiego.
W kolejnych latach stworzył z pomocą swoich misjonarzy opis gramatyki i słownik języka koreańskiego. W 1882 został sparaliżowany w Nagasaki i zmuszony do powrotu do Francji, gdzie zmarł 20 czerwca 1884 w Vannes i został pochowany na tamtejszym cmentarzu.